# Bilinguisme

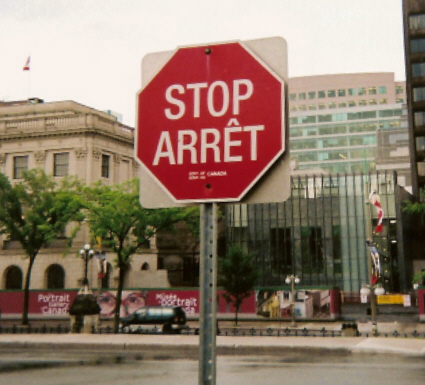
Panneau stop bilingue, en français et en anglais, à Ottawa (Canada).

Le bilinguisme est la capacité d'un individu d'user couramment deux langues, et d’alterner entre elles selon ses besoins. Par extension à un territoire, le bilinguisme est la coexistence de deux langues officielles dans un même État. Le bilinguisme constitue la forme la plus simple du multilinguisme, qui s'oppose à l'unilinguisme.

## Bilinguisme individuel
Une personne bilingue, dans le sens le plus large, est celle qui peut communiquer en deux langues, que ce soit sous une forme active (la parole et l'écriture) ou passive (par l'écoute et la lecture), cependant l'individu ne doit pas forcément exceller dans les 2 langues afin de pouvoir être considéré comme bilingue.
Le terme s'applique aux gens capables de communiquer, même de façon inégale et avec des petites erreurs, dans chacune des deux langues.
Les locuteurs bilingues ont acquis et maintenu au moins une langue pendant l'enfance, la première langue (L1). La première langue (parfois également désignée sous le nom de langue maternelle) est acquise sans enseignement conventionnel. Il est possible que les enfants aient et maintiennent plus d'une première langue.
Certains linguistes plaident pour la définition maximale qui signifie que les « vrais » bilingues sont aussi bien capables de s'exprimer dans une langue que dans l'autre et ont une connaissance identique des deux langues. D'autres plaident pour la définition minimale, basée sur l'utilisation correcte de phrases dans les deux langues pour la communication courante. Encore d'autres considèrent bilingues ceux capables de penser naturellement dans une langue comme une autre.

### Langue maternelle (L1)
Langue maternelle, langue natale ou langue première désignent tous la première acquisition linguistique d’un enfant. C’est la langue de communication utilisée avec l’enfant avant qu’il n'apprenne à parler. C’est à travers les interactions de son entourage que l’enfant assimile de façon naturelle la langue entendue. Une bonne maîtrise de la langue maternelle est essentielle pour l’apprentissage d’une seconde langue. Après l’âge de 12 ans tout apprentissage linguistique est considéré comme une seconde langue.

### Langue seconde (L2)
L’acquisition d’une seconde langue dépend de facteurs extralinguistiques tous interreliés :
| Territorial    | plusieurs langues sont parlées sur un même territoire                                                                                |
| Institutionnel | une langue est officiellement reconnue; elle est la langue administrative du pays et est enseignée dans ses établissements scolaires |
| Didactique     | une langue seconde est acquise par immersion sociale ou scolaire                                                                     |

#### Acquisition d'une langue
Un point de vue largement répandu, et pourtant voué à de nombreuses critiques, est celui du linguiste américain Noam Chomsky qui parle de « module humain de langue » - un mécanisme permettant à un individu de recréer correctement les règles (grammaire) des locuteurs autour de lui. Ce mécanisme de langue, selon Chomsky, devient moins utile une fois que l'enfant grandit et n'est plus, normalement, disponible à la puberté, ce qui explique le fait que les adolescents et les adultes ont parfois du mal avec certains aspects de l'apprentissage d'une deuxième langue (L2).
Les locuteurs multilingues ont plus d'une langue à leur disposition ; d'abord une L1 et une (ou plusieurs) L2(s). Si la connaissance des langues est un processus cognitif, plutôt qu'un module de langue, comme le suggère l'étude menée par Stephen Krashen, la différence entre l'acquisition d'une L1 et une L2 serait seulement relative.
Une troisième école a fait son apparition ces dernières années qui pense que le mécanisme qui permet l'acquisition d'une langue pourrait se situer quelque part entre le module de langue et les processus cognitifs.
L'un des processus induisant cette dualité des langues maternelles consiste à commencer par enseigner à l'enfant la langue du pays où il ne réside pas. Une fois cette première langue acquise, on lui parle dans les deux langues, en lui laissant s'imprégner de la langue dans son pays. Il n'est pas rare que ces enfants aient besoin d'avoir recours à un orthophoniste après un certain temps pour la langue de leur pays.

### Variables individuelles
Le bilinguisme individuel varie en fonction de nombreux facteurs. Il existe alors plusieurs façons de caractériser le bilinguisme, selon ces variables. Celles-ci doivent donc être prises en compte dans les études psycholinguistiques.

#### Motivation
La source de motivation dans l’apprentissage d’une langue seconde est une variable qui influence son acquisition et donc le type de bilinguisme caractérisant l’apprenant. Les motivations intrinsèques peuvent s’appliquer dans les sphères du travail, de l’immersion d’une langue et du plaisir. Plus précisément, le type de motivation de l’apprenant influence le degré d’acculturation (la capacité à faire sienne la culture de la langue cible) et, par le fait même, la maîtrise de la langue. La motivation peut être intégrative, l’apprenant désire être socialement intégré dans la culture cible ; assimilative, l’apprenant ne veut pas être différencié d’un locuteur natif ; ou instrumentale, l’apprenant souhaite atteindre un but particulier, par exemple obtenir une promotion professionnelle.

#### Âge d’acquisition
L’âge d’acquisition d’une langue influence la compétence du bilingue. Tout apprentissage linguistique fait après l’âge de 12 ans est considéré comme une langue seconde.
| Bilinguisme précoce simultané  | apprentissage et développement de deux langues dès la naissance qui génère un bilinguisme fort                                                            |
| Bilinguisme précoce consécutif | apprentissage partiel d’une langue suivi d’une seconde durant la petite enfance avec un développement langagier en partie bilingue                        |
| Bilinguisme tardif             | la langue seconde est apprise après l’âge de 6 ans, il est distinctif du bilinguisme précoce et son développement est basé sur les connaissances de la L1 |
| Bilinguisme additif            | apprentissage des deux langues de façon équivalente autant sur le plan de la communication que de la compréhension, les deux langues coexistent           |
| Bilinguisme soustractif        | apprentissage de la langue seconde au détriment de la L1, il y a une baisse de la compétence de la L1                                                     |

Dans le développement de l’enfant, l’acquisition du langage s’étend en général de 0 à 3 ans.
- Reproduction des sons à travers le babillage
- Apprentissage de la communication
- Construction de phrase

| Âge d’acquisition | Acquisition |
| ----------------- | --- |
| 0 à 12 mois       | - Découverte des sons/phonèmes de leurs langues - Reproduction des sons à travers le babillage - Apprentissage de la communication |
| 12 à 18 mois      | - Utilisation de mots simples |
| 18 à 24 mois      | - Explosion du vocabulaire - Construction de phrase                                                                                |

#### Degré de maîtrise
Le degré de maîtrise des langues influence le type de bilinguisme.
| Langue                                   | Degré de maîtrise |
| ---------------------------------------- | --- |
| « vrai » bilinguisme (bilinguisme idéal) | le locuteur peut s’exprimer de façon équivalente sur tous les sujets dans une langue comme dans l’autre (maîtrise tous les registres) |
| « semi-linguisme »                       | aucune des langues n’est maîtrisée comme un locuteur natif                                                                            |
| « équilingue »                           | connaissance des deux langues équivalente, mais non identique à celle du locuteur natif                                               |
| « diglossie »                            | chaque langue est utilisée dans un contexte spécifique                                                                                |
| bilinguisme passif                       | compréhension d’une langue seconde sans la parler                                                                                     |

L’aire corticale occupée par chaque
langue est inversement proportionnelle à son degré d’automaticité,. En d’autres mots : plus une langue est maîtrisée, plus elle occupe une petite superficie dans la zone corticale du langage étant donné que des automatismes ont été développés. Pour chaque type de bilinguisme, le locuteur peut utiliser différents registres pour chacune de ses langues, c’est-à-dire, qu’il peut être parfaitement bilingue, mais utiliser un registre familier dans une langue, et un registre formel dans une autre langue, ayant complété sa scolarité dans cette langue, par exemple.

#### Contextes d’acquisition
Lorsque l’acquisition des deux langues se fait de façon simultanée (bilinguisme simultané) et que chaque langue est parlée seulement avec un locuteur ou un groupe différent, la séparation fonctionnelle des deux langues et le contrôle cognitif volontaire des opérations mentales serait facilité. Il est également possible d’acquérir une deuxième langue hors de la maison (acquisition informelle) ou d’en faire l’apprentissage de façon systématique (en classe).

#### Contextes d’utilisation
Les registres sociolinguistiques (familier, soutenu, etc.) d’utilisation de chaque langue doivent également être pris en compte dans les études psycholinguistiques sur le bilinguisme.

### Bilinguisme passif
Le bilinguisme passif, également appelé bilinguisme réceptif, désigne la capacité d'une personne à comprendre une langue sans la parler activement. Ce phénomène est fréquent chez les enfants de migrants, qui sont exposés à la langue de leurs parents à la maison, mais utilisent principalement la langue dominante du pays d'accueil dans la vie de tous les jours.
Le bilinguisme passif est une réalité linguistique qui touche de nombreuses familles, en particulier celles issues de l'immigration. Il est souvent influencé par l'attitude de la famille à l'égard de la langue maternelle, par l'environnement scolaire et même par les interactions sociales. Contrairement aux locuteurs actifs, les bilingues passifs ne produisent pas la deuxième langue couramment, bien qu'ils en comprennent la structure et le vocabulaire.

#### Historique et contexte
Le bilinguisme passif est observé dans de nombreuses sociétés multilingues, en particulier chez les populations migrantes. Depuis plusieurs décennies, les chercheurs s'intéressent aux mécanismes qui favorisent ou freinent la transmission des langues minoritaires au sein des familles immigrées. Dans un contexte mondial de mobilité accrue, ce phénomène est en constante évolution.
La politique linguistique joue un rôle clé dans la préservation des langues patrimoniales et dans le développement du bilinguisme passif dans des pays comme le Canada, où le bilinguisme est officiellement encouragé. Le Canada a notamment mis en place une politique visant à encourager le bilinguisme actif entre l'anglais et le français. Cependant, il existe une différence notable dans la manière dont les pays occidentaux perçoivent le bilinguisme par rapport à d'autres sociétés plus multilingues. Dans les pays occidentaux, le bilinguisme est souvent considéré sous un angle institutionnel et politique, mettant l'accent sur l'égalité des langues officielles et favorisant la maîtrise active des deux langues. En revanche, dans de nombreuses sociétés non occidentales, le multilinguisme est la norme et les individus sont souvent exposés à plusieurs langues dès leur plus jeune âge, sans obligation de les utiliser toutes activement. En Afrique et en Asie, par exemple, une compréhension passive des langues est courante et les gens peuvent parler plusieurs langues mais ne les utiliser activement que dans des contextes spécifiques.
En ce sens, la situation du bilinguisme passif dans les sociétés occidentales est souvent différente de celle observée dans les sociétés internationales ou non occidentales, où les langues sont considérées comme un outil de survie sociale et pas nécessairement comme une compétence à pratiquer activement dans toutes les interactions quotidiennes. Ce contraste culturel ajoute une dimension importante à la compréhension de la dynamique du bilinguisme passif dans le monde.

#### Jargon lié au sujet
- Bilinguisme passif/réceptif : Terme utilisé pour décrire une personne qui comprend une langue mais ne la parle pas couramment.
- Langue dominante : La langue principalement utilisée par un individu dans sa vie quotidienne.
- Transmission linguistique intergénérationnelle : Processus par lequel une langue est transmise des parents aux enfants.
- Érosion linguistique : Diminution progressive de la compétence linguistique dans une langue minoritaire.

#### Inclusion de la recherche
La recherche a examiné le bilinguisme passif sous différents angles, notamment son impact sur l'identité culturelle, la transmission intergénérationnelle et la politique linguistique.
L'étude de Slavkov (2012) sur la transmission du bulgare chez les enfants d'immigrés au Canada a révélé que de nombreux enfants comprennent la langue de leurs parents, mais ne l'utilisent pas activement en raison de l'influence de l'anglais ou du français, les langues dominantes au Canada. L'étude souligne l'importance du soutien familial et éducatif dans le maintien des langues minoritaires.
Une autre étude réalisée par Di Meo et al. (2014) explore la manière dont les enfants de migrants développent des compétences réceptives dans la langue de leurs parents, tout en privilégiant la langue du pays d'accueil. Elle souligne le rôle des interactions familiales et des attitudes sociales dans le développement du bilinguisme passif.
Selon Statistique Canada (2019), environ 20 % des Canadiens déclarent comprendre une langue qu'ils ne parlent pas activement. Ces données illustrent la prévalence du bilinguisme passif et son lien avec les contextes migratoires et la dynamique linguistique familiale.
Un rapport du Commissariat aux langues officielles du Canada (2023) met en évidence le concept d'insécurité linguistique chez les personnes qui comprennent une langue sans la parler couramment. Ce phénomène peut entraîner un manque de confiance et une réticence à utiliser la langue, ce qui limite les possibilités de communication et d'intégration linguistique.

#### Réception et critiques
Le bilinguisme passif est perçu de manière ambivalente. D'un côté, il est considéré comme un moyen de préserver la diversité linguistique et de maintenir un lien culturel avec les générations précédentes. D'un autre côté, certains chercheurs soulignent que l'absence de pratique active peut conduire à une perte progressive de la langue et à une barrière linguistique entre les générations.
Des critiques soulignent également que les politiques éducatives ne mettent pas toujours en place des stratégies adaptées pour encourager les bilingues passifs à devenir des locuteurs actifs. Certains plaident pour une meilleure intégration de l'enseignement des langues d'héritage dans les programmes scolaires afin de maximiser les compétences linguistiques des enfants issus de l'immigration.

#### Conclusion
Le bilinguisme passif est un phénomène courant dans les sociétés multilingues et migratoires. Bien qu'il permette une certaine préservation des langues familiales, il peut également conduire à une érosion linguistique si la langue n'est pas activement pratiquée. Les recherches montrent que le soutien familial et institutionnel est nécessaire au maintien d'une langue minoritaire. En comprenant les causes et les conséquences du bilinguisme passif, il est possible de développer des stratégies pour la promotion de l'apprentissage actif des langues et la préservation de la diversité linguistique.

### Organisation du système linguistique du bilingue
Selon tous les facteurs mentionnés précédemment, le système linguistique du bilingue peut s’organiser de
différentes façon.
| Bilinguisme coordonné (généralement l’arrangement du « vrai » bilingue) | Chaque langue d’un sujet possède son propre ensemble de signes, et les unités d’expression (signifiants) de chaque langue correspondent aux unités de sens (signifiés) de cette même langue.                           |
| Bilinguisme amalgamé / composé                                          | Les deux langues d’un sujet partagent le même ensemble de signes, mais ont chacune leurs propres unités d’expression. Le système est amalgamé lorsque les deux langues s’influencent mutuellement.                     |
| Bilinguisme subordonné                                                  | Les deux langues d’un sujet partagent le même ensemble de signes (celui de la L1). La langue maternelle a des unités d’expression appropriées, mais la L2 a des unités d’expression qui sont des traductions de la L1. |

Un bilingue n’est pas nécessairement complètement coordonné, amalgamé ou subordonné. En effet, un bilingue peut être coordonné pour certaines parties du système linguistique, au niveau de la syntaxe et de la sémantique, par exemple, mais subordonné au niveau phonologique. Il a un fort accent dans sa L2, tout en ayant une syntaxe impeccable et un lexique riche. Ainsi, un bilingue coordonné idéal aurait deux systèmes linguistiques complètement séparés et il n’y aurait jamais de mélange entre les langues, à aucun niveau. Il faut également noter que l’organisation du système linguistique et donc de l’état de bilinguisme d’une personne peut changer selon ses expériences.

### Recherches en psychologie
L'intérêt de la psychologie, et plus particulièrement de la psycholinguistique sur le bilinguisme a commencé dès les années 1950 avec les observations cliniques faites sur des patients bilingues souffrant d'une aphasie. L'aphasie fait référence à la perte d'un aspect du langage à la suite d'une lésion cérébrale (traumatisme crânien, AVC...). Des observations notamment sur la récupération du langage ont posé la question des représentations cérébrales des deux langues chez le bilingue. Différents types de récupération ont été observés : récupération sélective (une des deux langues est retrouvée), partielle (récupération partielle de chacune des deux langues)... Ainsi est né l'intérêt pour les représentations neurales des langues première et seconde chez le bilingue, aujourd'hui étudié par les neurosciences et sciences cognitives. En parallèle, la question de l'organisation du lexique bilingue a été soulevée depuis les années 1980 en psycholinguistique.
Les recherches empiriques sur les conséquences du bilinguisme se divisent en deux périodes : avant 1960, alors que les études majoritairement psychométriques ont surtout démontré l’existence de conséquences négatives au bilinguisme ; et après 1960, où les avantages du bilinguisme se sont faits plus nombreux que ses inconvénients.
Les premières études sur le sujet ont conclu que l’enfant bilingue avait un « handicap linguistique », ou encore qu’il voyait ses fonctions cognitives affectées par une « confusion mentale ». L’étude de Macnamara (1966) conclut que les lacunes des bilingues en ce qui concerne l’intelligence verbale sont attribuables à un « effet de balance », c’est-à-dire que la compétence linguistique totale (qui ne peut dépasser celle des monolingues) doit nécessairement se diviser entre la L1 et la L2, de sorte que, s’il y a progression en L2, il y a du même coup une régression en L1.
Nombreuses sont les critiques méthodologiques de ces premières études psychométriques :
- les niveaux socioéconomiques et les compétences des sujets bilingues et des monolingues contrôles étaient souvent non équivalents ;
- les bilingues étaient souvent sélectionnés parce qu’ils vivaient dans une famille d’immigrants, portaient un nom de famille étranger ou encore parlaient une langue étrangère à la maison ;
- la notion de bilinguisme était mal définie et les tests étaient souvent administrés dans la langue la moins bien maîtrisée par le sujet.

Ces problèmes méthodologiques sont probablement la cause des conséquences négatives du bilinguisme découvertes dans les premières études sur le sujet.
Peal et Lambert (1962) posent les jalons pour une nouvelle approche dans l’étude du bilinguisme. Avec une étude dans laquelle ils portent une attention toute particulière à la méthodologie de leur design, ils démontrent que les bilingues ont des résultats plus élevés que les monolingues en ce qui concerne les mesures d’intelligence, résultats qu’ils attribuent à l’habilité des bilingues à manipuler des systèmes symboliques.
Le projet BiBi (l'impact du bilinguisme et du bi-dialectalisme sur le développement cognitif et linguistique), sous la direction de Mikhail Kissine, est une collaboration entre les chercheurs en linguistique de l'Université libre de Bruxelles et de l'Université de Cambridge. Ensemble, ils visent une meilleure compréhension de l'impact qu'a le fait de parler deux langues ou deux dialectes sur le développement cognitif et linguistique des enfants.

#### Représentations neuronales
Globalement, les études relatives aux représentations neuronales chez l'adulte bilingue ont montré que des aires similaires s'activent lors du traitement de la langue première (L1) ou seconde (L2). Les facteurs à prendre en compte lors de l'étude de bilingues sont les suivants :
- Âge d'acquisition de la L2
- Compétences atteintes en L2
- Degré d'exposition

Ainsi, la variable « âge d'acquisition » interviendrait notamment lors de l'étude des aires cérébrales associées au traitement grammatical des deux langues. Plus la L2 est apprise précocement (cas du bilingue dit « précoce »), plus les aires cérébrales seraient partagées entre la L1 et la L2. Lors d'un apprentissages plus tardif de la L2, les mêmes aires semblent activées mais il y aurait un recrutement supplémentaire d'aires adjacentes. Notons que ces études comparant apprentissage précoce/tardif maintiennent les autres variables, notamment les compétences, constantes. La variable « compétences » influencerait plutôt le traitement lexico-sémantique en L2. De même, plus les compétences en L2 sont élevées, plus le réseau cérébral entre L1 et L2 serait partagé. Enfin, à âge d'acquisition et compétences équivalentes entre deux groupes de bilingues, il a été montré que le groupe présentant le plus d'exposition à la L2 était également celui chez qui le réseau L1-L2 était le plus partagé.
L’avancement des technologies permettant des expériences plus poussées, une autre étude menée par Loulia Kovelman, Stephanie A. Baker et Laura-Ann Petitto en 2008, s’est penchée sur la façon dont les bilingues et les monolingues recrutent les aires cérébrales du langage classique en réponse à une tâche de langage. Ils utilisent pour analyser cela une combinaison de techniques d'imagerie par résonance magnétique (IRMf) comportementale et fonctionnelle. Cette expérience a montré que l'exposition à deux langues entraînerait des changements dans le modèle de l'activité neuronale au niveau des zones cérébrales du langage, posant ainsi la question d’une signature neuronale du bilinguisme. Ainsi, la présente étude fournit une preuve neuronale supplémentaire suggérant qu’il peut y avoir une séparation fonctionnelle des deux langues chez une personne bilingue, et appuie la thèse d’une « signature neuronale » du bilinguisme.

#### Lexique bilingue
La question majeure posée par la psycholinguistique est celle concernant la sélectivité versus nonsélectivité à la langue de l'accès au lexique. L'hypothèse de sélectivité à la langue lors de l'accès au lexique propose que lors de la lecture d'un mot, seule la langue de ce mot serait activée. Il y aurait un mécanisme permettant l'inhibition de la langue non cible avant même l'accès au lexique. L'hypothèse de non-sélectivité à la langue lors de l'accès au lexique propose au contraire que lors de la lecture d'un mot, il y aurait, dans les étapes initiales de l'accès au lexique, coactivation des mots de la langue non cible. Cette dernière hypothèse est celle actuellement favorisée par la littérature en psycholinguistique. Elle peut être illustrée ainsi : lors des premières étapes de reconnaissance du mot anglais fire (signifiant feu en français), un bilingue français-anglais activerait de façon automatique et inconsciente les mots voisins orthographiques français tels que « dire », « rire », « file »...
Cette vision du lexique bilingue a été implémentée dans le modèle d'Activation Interactive Bilingue (Bilingual Interactive Activation, BIA, van Heuven, Dijkstra & Grainger, 1998), adapté de la version monolingue Interactive Activation (McClelland & Rumelhart, 2001).
Le chercheur Guo et al (2011) pose l’hypothèse qu’il y a deux types d’inhibition qui sont faits lors de la production. L’inhibition locale est utilisée dans un contexte où le bilingue doit garder ses deux langues actives, car il ne saurait pas laquelle est nécessaire pour la production, donc l’inhibition se fait mot par mot (concept par concept). C’est le type d’inhibition qui est habituellement testée dans les expériences. L’inhibition globale serait utilisée dans un contexte plus naturel. Il s’agirait d’une inhibition nécessaire lorsque les bilingues veulent parler une langue cible sur une période de temps étendue. Celle-ci est plus généralisée et demanderait beaucoup moins d’attention continue, d’effort et de structures cérébrales.
L’étude réalisée en 2011 par Guo et al. a permis de différencier les réseaux neuronaux impliqués dans les deux types d’inhibition grâce à une tâche de production bilingue. Pour vérifier l’inhibition locale, l’effet d’alternance des langues locale était utilisé, dans une tâche de nomination mixte, c’est-à-dire que les participants bilingues devaient nommer des images autant dans une langue ou l’autre en fonction d’un signal visuel qui leur indiquait quelle langue utiliser. Pour l’inhibition globale, c’était l’effet d’alternance des langues globale qui était étudié à l’aide d’une tâche de nomination bloquée qui consistait pour les participants à nommer dans une langue toutes les images d’un bloc, puis de recommencer dans l’autre langue avec les mêmes images. Les résultats pour la tâche de nomination mixte ont montré que la demande d’inhibition est plus forte lorsque la langue dominante (L1) doit être inhibée pour produire la langue seconde (L2). Pour ce qui est de l’inhibition globale, une différence a été trouvée lors de la tâche de nomination bloquée, en fonction l’ordre d’utilisation des langues. Le groupe qui devait nommer les images dans sa langue première puis dans sa langue seconde a montré un modèle d’activation du cerveau différent du groupe débutant avec leur langue seconde. Lorsque les bilingues parlaient en L2 sur un bloc étendu, l’inhibition de la L1 persistait pendant le bloc suivant. Cela prenait donc un plus grand contrôle cognitif pour arriver au même niveau d’activation en L1.
La compétence du bilingue dans sa langue seconde va grandement déterminer la force d’inhibition qui sera nécessaire à la sélection d’une langue. La nécessité de « contrôler » la production de L2 est particulièrement importante dans le cas d’une personne ayant une faible compétence. Lorsqu’une personne qui a une faible maîtrise de sa langue seconde, sa langue première vient souvent interférer lors de la production de la L2, ce qui démontre la nécessité d’inhiber leur L1 pour pouvoir produire leur L2. De plus, ces bilingues ont du mal à produire le bon nom pour nommer une image ou pour identifier un mot. On infère donc que les connexions neuronales entre la forme conceptuelle, la forme lexicale et la forme du mot sont plus faibles, c’est pourquoi la récupération lexicale prendrait plus de temps. Avec le temps, si la compétence du bilingue dans sa langue seconde augmente, il devrait de moins en moins avoir besoin de ces processus de contrôle lors d’un usage normal de la langue, c’est-à-dire lorsqu’une seule des deux langues est utilisée. N’entrent pas dans cette définition les contextes langagiers où il y a utilisation récente de la langue première ou dans des circonstances demandant une alternance des deux langues. La compétition dans le processus qui génère les items lexicaux serait résolue de plus en plus automatiquement ou pourrait devenir interne au système lexico-sémantique.
Puisque le contrôle cognitif est un processus très complexe, voici les structures principales impliquées dans l’inhibition. Premièrement, il y a le cortex préfrontal qui, grâce à son important système de connexions avec les diverses structures impliquées, facilite la communication entre celles-ci. Aussi, il est important pour son rôle dans l’attention, l’inhibition des réponses et la mémoire exécutive. Deuxièmement, le cortex cingulaire antérieur a un rôle important dans l’inhibition, puisqu’il est impliqué dans la détection et la signalisation des conflits. Un exemple de conflit dans le cas présent serait l’activation de deux mots pour un seul concept. Ensuite, il y a le noyau caudé gauche qui surveille et contrôle le langage lors de son utilisation. Finalement, le tandem cortex préfrontal et cortex pariétal est impliqué dans la sélection des réponses qui se compétitionnent. Plus spécifiquement, le cortex préfrontal est responsable de la sélection et l’inhibition des représentations et le cortex pariétal, pour sa part, est responsable du maintien des représentations.
Un autre point qui peut se rattacher au lexique des personnes bilingues est que celui-ci influencerait les conceptions cognitives des locuteurs. En suivant l'hypothèse Sapir-Whorf selon laquelle les langues façonneraient notre façon de penser, plusieurs études empiriques ont été menées afin d’examiner une influence due au bilinguisme. Parmi celles-ci, Caskey-Sirmons et Hickerson (1997) se sont penchées sur la question de la conception cognitive des couleurs. Pour ce faire, l’étude a comparé le comportement de monolingues (locuteurs de hindi, japonais, cantonais, mandarin et coréen) et celui de bilingues (locuteurs desdites langues qui avaient aussi appris l’anglais au cours de leur vie) face à un tableau de Munsell. En moyenne, les locuteurs bilingues recouvraient une zone du tableau plus diffuse que les locuteurs monolingues, prouvant ainsi une différence de la conception des couleurs - et donc, en quelque sorte, du monde - chez bilingues et monolingues.

#### Avantages et désavantages
Comme mentionné dans la section Histoire du bilinguisme, la question des avantages versus inconvénients du bilinguisme a souvent été posée dans la recherche. Aujourd'hui, il semblerait que
- le bilinguisme présente certains inconvénients en termes de vocabulaire et fluidité dans chacune des deux langues. Il y aurait en effet un certain ralentissement de l'acquisition du vocabulaire et une moindre fluidité.

Cela peut s'expliquer notamment du fait que l'intrant linguistique est réduit de moitié pour chacune des deux langues.
- le bilinguisme présente de nombreux avantages en ce qui concerne les fonctions exécutives, telles que les capacités d'alternance entre tâches, flexibilité mentale, capacités d'inhibition (cf. études de Bialystok).

Selon Vygotsky (1962), un enfant qui peut exprimer la même chose dans deux langues différentes développera une meilleure conscience métalinguistique que les unilingues, puisqu’il sera conscient que ses langues sont des systèmes particuliers parmi d’autres et qu’il existe des catégories plus générales qui englobent les langues. Vygotsky considère que cette conscience précoce se généralise à d’autres aptitudes cognitives.
Segalowitz (1977), quant à lui, suggère qu’un bilingue aura plus de facilité en calcul mental puisqu’il sera capable de jouer avec les symboles en alternant facilement entre deux systèmes de règles. Plus tard, Lambert (1987) propose que les enfants bilingues voient en quelque sorte le langage en trois dimensions, ce qui leur permet une flexibilité cognitive plus grande en plus de développer leur conscience métalinguistique.
Tirés de Hamers et Blanc (2000) voici quelques-uns des avantages qu’ont les bilingues sur les monolingues :
- une aptitude supérieure dans la reconstruction de situations perçues[31] ;
- des résultats supérieurs lors de tests d’intelligence verbale et non verbale, d’originalité verbale et de divergence verbale[32] ;
- une sensibilité accrue aux relations sémantiques entre les mots[33] ;
- de meilleurs scores dans des tâches de « découverte de la règle »[34].

Cependant, une étude à grande échelle menée par Nichols, Wild, Stojanoski, Battista et Owen (2020) contredit ces résultats, en signalant un effet neutre. À travers la plateforme Cambridge Brain Science, les résultats de plus de 11 000 participants à des tests portant sur des fonctions de type exécutives ont été récoltés. Après l’analyse de ceux-ci en fonction des données cognitives liées à la mémorisation, au raisonnement et à la capacité verbale, aucune différence significative entre personne bilingue et personne monolingue n’a été relevée.
Certaines conséquences négatives du bilinguisme ont été trouvées dans des études qui ne comportaient pas de problèmes méthodologiques. Mentionnons notamment, mais sans les détailler, les études de Tsushima & Hogan (1975) sur l’habilité verbale, de Ben-Zeev (1977), de Lemmon & Goggin (1989), de Skutnabb-Kangas & Toukomaa (1976) et de Pfaff (1981).
Cummins (1979) explique les conséquences positives et négatives par les deux hypothèses suivantes : l’« interdépendance développementale » et « le seuil minimum de compétences linguistiques ».
La première hypothèse suggère que la compétence en L2 est dépendante de la compétence en L1, au moins au début de l’apprentissage de la L2. La deuxième hypothèse stipule qu’un seuil de compétence dans la L1 doit être atteint pour éviter un déficit cognitif lié à l’apprentissage d’une langue seconde durant l’enfance et qu’un seuil de compétence dans la L2 doit être atteint pour obtenir des effets positifs au niveau cognitif.
En 1999, la psycholinguiste Ellen Bialystok de l’Université de York de Toronto fait une étude chez les enfants monolingues et bilingues de 4 à 5 ans. L’étude porte sur la classification de formes et l’association de couleurs dans un contexte de jeu que les enfants doivent réaliser. Avec ses consignes spécifiques, des enfants réussirent mieux que d’autres. En effet, les enfants bilingues de 4 ans avaient une performance équivalente à celle des enfants monolingues, mais âgés de 5 ans. La conclusion de la recherche d’Ellen Bialystok est que les enfants bilingues ont une capacité supérieure à s’adapter à la complexité des règles. La flexibilité cognitive et le contrôle exécutif du cerveau des enfants bilingues sont renforcés grâce à l’apprentissage simultané de deux langues en bas âge. Lorsqu’ils alternent d’une langue à une autre, les jeunes enfants bilingues sollicitent des processus cognitifs tels que l’attention sélective, la mémoire de travail et l’inhibition de données. Toutes ces composantes sont significatives lorsqu’une tâche doit être accomplie, et c’est pour cette raison que la performance des bilingues est diffère de celle des monolingues.
Dans une revue de littérature sur le sujet en 2011, Ellen Bialystok revient sur les expériences menées sur des personnes bilingues de tout âge. Ces recherches fournissent des preuves claires de la plasticité des systèmes cognitifs en réponse aux expériences. Une explication proposée concernant les bilingues est que les circuits de contrôle exécutifs nécessaires pour gérer l'attention aux deux langues s'intègrent aux circuits linguistiques utilisés pour la compréhension du langage, créant un réseau plus diffus, plus bilatéral et plus efficace qui soutient des niveaux de performance élevés et des systèmes de pensée doubles. L'effet du bilinguisme sur les performances cognitives est un exemple frappant de la façon dont l'expérience ordinaire s'accumule pour modifier les réseaux cognitifs et les capacités cognitives. La vie des personnes bilingues comporte deux langues, leurs systèmes cognitifs ont donc évolué différemment de ceux de leurs homologues monolingues.
L’acquisition d’une langue seconde en bas âge par immersion linguistique afin de permettre aux enfants un meilleur développement cognitif est un domaine de recherche en plein essor qui suscite l’intérêt tant des chercheurs que des parents.

### Bilinguisme et développement de l'enfant

#### Nourrisson
Il est prouvé qu'un nourrisson peut différencier les langues et les sons qui l'entourent et sait quand une autre langue lui est parlée, particulièrement entre 6 et 18 mois. Il est à ce moment de sa vie capable d'acquérir n'importe quelle langue. Il a également été montré qu'un nourrisson peut discriminer les langues sur la simple base des mouvements silencieux du visage. On sait en effet que les mouvements du visage accompagnent le langage oral, et que ces indices visuels sont notamment utilisés lorsque la perception auditive est difficile (situation de bruit par exemple). Il semblerait que ces simples indices faciaux visuels permettent de discriminer entre la langue maternelle et une langue étrangère, ou pour le cas des nourrissons en situation d'environnement bilingue, entre la langue première et la langue seconde.
Ainsi, l'étude de Weikum et al (2007) en est un parfait exemple : les expérimentateurs montraient à des nourrissons vivant en environnement monolingue ou bilingue de 4, 6 et 8 mois un visage d'un sujet parlant une langue (langue maternelle par exemple). Ces sujets prononçaient oralement des phrases entières, mais seuls les mouvements du visage étaient présentés aux nourrissons. Le son était en effet coupé. Ces premiers visages étaient présentés dans une première phase dite d'habituation. Ainsi, une fois les nourrissons habitués à ce premier stimulus, les temps de regard diminuaient. Lors de la phase test, deux types de stimuli étaient présentés : un autre sujet prononçant une nouvelle phrase, dans la même langue qu'en phase d'habituation (situation contrôle) ou un sujet prononçant une nouvelle phrase dans une deuxième langue (situation expérimentale; langue étrangère pour les enfants monolingues, langue non dominante pour les enfants bilingues). Les résultats montraient :
- chez les nourrissons en situation monolingue : les bébés de 4 et 6 mois étaient capables de discriminer entre les deux langues. En effet, le temps de regard augmentait pour la situation expérimentale signifiant une réaction à la nouveauté, tandis que pas pour la situation contrôle ;
- chez les nourrissons en situation monolingue : à 8 mois, les bébés ne semblaient plus capables de discriminer entre les deux langues ;
- chez les nourrissons en situation bilingue : les bébés étaient capables de discrimination entre les deux langues jusqu'à 8 mois au moins.

Ainsi, cette étude montre que :
1. les nourrissons sont capables de discriminer entre des langues sur la simple base d'indices faciaux visuels ;
2. ces compétences diminuent plus rapidement chez les nourrissons dont l'environnement est totalement monolingue par rapport aux enfants vivant en environnement bilingue.

#### Âge critique et adolescence
Ces facultés commencent à régresser dès l'âge de 3-5 ans lorsque l'enfant n'est exposé qu'à une seule langue. S'il entend déjà plusieurs langues, il ne perd pas les facultés à distinguer les sons, à les intégrer et à les reproduire.
À l'âge de 7-12 ans, la perte est irréversible et en plus il éprouve une peur de l'erreur, une peur envers l'apprentissage d'une langue.

#### Comparaison adulte-enfant
Concernant la grammaire, aucun différence n'est prouvée entre l'apprentissage adulte et celui de l'enfant. En revanche un adulte sera plus pressé de pouvoir s'exprimer alors que l'enfant devra découvrir la parole, apprendra par imitation et n'aura pas peur de se tromper. L'adulte a plus tendance à réfléchir.

#### Phase du bilinguisme chez l'enfant
L'enfant bilingue, comme un enfant monolingue, va tâtonner, il est donc très fréquent qu'il passe par une phase de mélange (répondre en langue B à une phrase en langue A, ou insérer des mots en langue A dans une phrase en langue B - par facilité : mot plus court ou encore inconnu dans la langue A - et vice versa).
Mais, et surtout, si les individus autour de lui ne lui parlent qu'une langue, l'enfant va finir par faire la différence de lui-même très rapidement.

#### Avantages et désavantages du bilinguisme dans le développement linguistique
Pendant longtemps, on a cru que le bilinguisme pouvait nuire au bon développement linguistique de l’enfant. Cette idée, aujourd’hui largement remise en question, était notamment fondée sur des observations anecdotiques ou des études méthodologiquement limitées. Les recherches récentes tendent à démontrer que le bilinguisme, bien qu’il puisse parfois entraîner des particularités dans l’acquisition du langage, ne constitue en aucun cas un handicap.
D’une part, les enfants bilingues peuvent présenter un vocabulaire légèrement plus restreint dans chaque langue par rapport à leurs pairs monolingues, surtout lorsqu’ils commencent à parler. Cependant, lorsqu’on additionne le vocabulaire acquis dans les deux langues, leur répertoire lexical total est souvent équivalent, voire supérieur.
Un phénomène fréquent chez les enfants bilingues est la mélange des langues, aussi appelé alternance codique (code-switching). Ce phénomène peut inquiéter certains parents ou enseignants, mais il ne s’agit pas d’un signe de confusion linguistique. Au contraire, les recherches, notamment celles rassemblées par Annick Comblain dans Bilinguisme et apprentissage précoce des langues (2013), montrent que l’alternance codique est une stratégie communicative efficace et révélatrice d’une grande maîtrise cognitive. L’enfant adapte son langage selon la personne à qui il parle, le contexte, et le sujet abordé.
D'autres études, comme celle de D’Souza et al. (2021), soulignent que les enfants exposés précocement à deux langues développent une plus grande flexibilité cognitive. Cela se traduit par une meilleure capacité à passer d’une tâche à l’autre, une attention sélective plus affinée, et parfois même de meilleures performances en lecture. Ces bénéfices sont particulièrement observés lorsque l’enfant est exposé régulièrement et de manière équilibrée aux deux langues dans un environnement riche sur le plan langagier.
Contrairement aux idées reçues, le bilinguisme n'entraîne pas de retard global du langage. Il peut y avoir un léger décalage dans certaines étapes précoces de l'acquisition (comme les premières phrases), mais cela tend à s'équilibrer rapidement. Dans les cas où un retard est observé, il est souvent dû à d’autres facteurs externes (insuffisance d’exposition à l’une des langues, troubles du développement non liés au bilinguisme, etc.).
En milieu scolaire, certains enfants bilingues peuvent rencontrer des difficultés spécifiques dans l’apprentissage de la lecture ou de l’écriture, notamment lorsque la langue de scolarisation diffère de celle parlée à la maison. Toutefois, ces défis peuvent être surmontés avec un accompagnement adapté. L’important est de ne pas percevoir le bilinguisme comme un obstacle, mais comme une richesse.
En conclusion, la majorité des recherches actuelles convergent vers l’idée que le bilinguisme précoce n’est pas nuisible au développement linguistique de l’enfant. Au contraire, il peut avoir des effets positifs sur le plan cognitif, social et scolaire, à condition que l’environnement soit favorable et que les deux langues soient valorisées.

## Bilinguisme dans une communauté

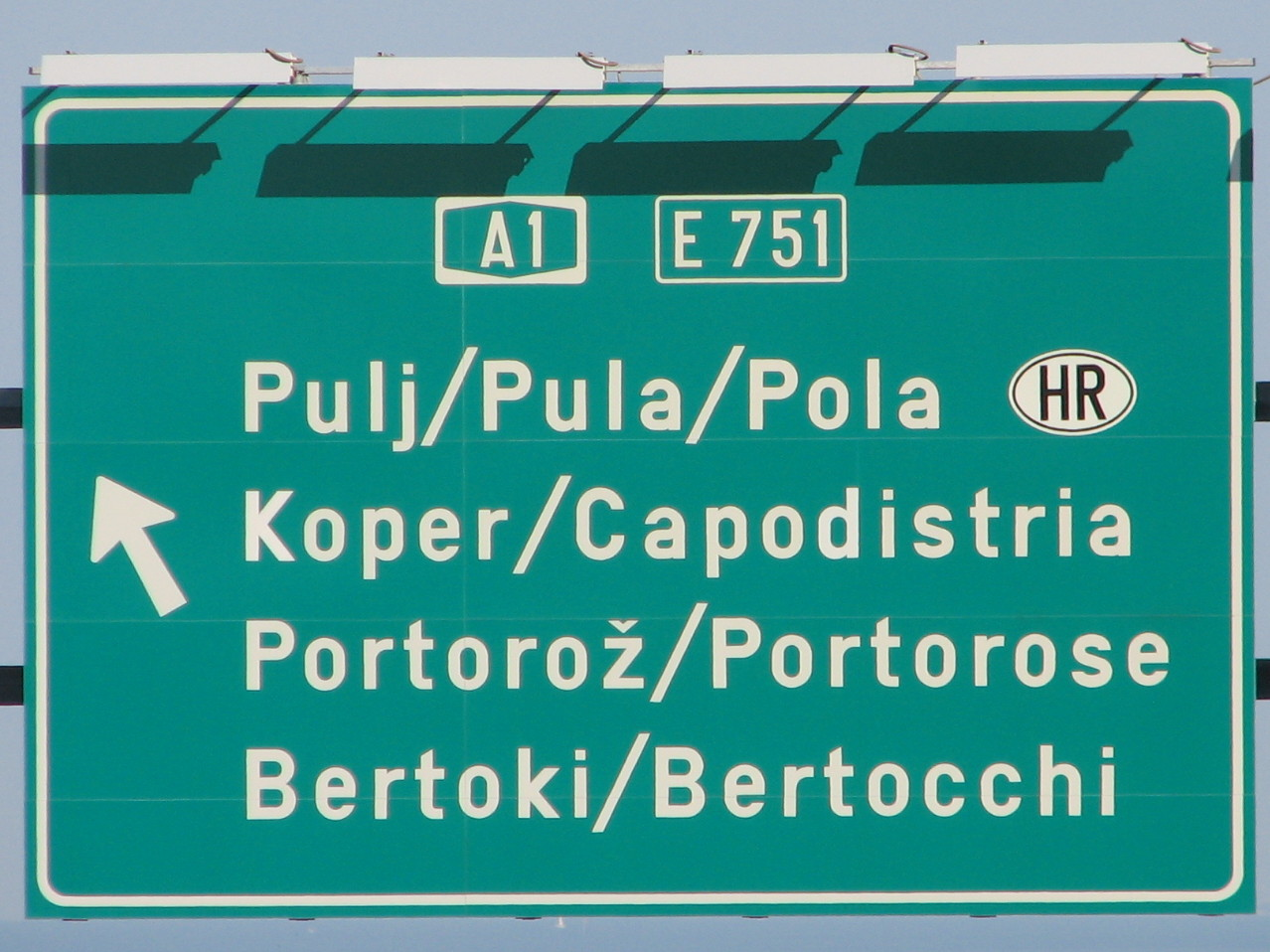
Signal de direction bilingue (Koper, Slovénie).

Voir : Liste des régions officiellement multilingues, c'est-à-dire les pays ou régions ayant plusieurs langues officielles sur tout leur territoire, ou plusieurs langues qui ne sont officielles que dans une partie du territoire.
Le bilinguisme fait l'objet d'une politique linguistique officielle soutenue au Canada et particulièrement au Québec : voir bilinguisme au Canada.
Le terme de bilinguisme a été critiqué dans son acception communautaire, car jugé trop simplificateur et source de confusion selon les sociolinguistes. Certains, comme Charles A. Ferguson et Rafael Ninyoles, ont ainsi développé la notion de diglossie pour traduire de façon plus nuancée les réalités sociales, complexes et dynamiques, qui caractérisent les communautés utilisant plusieurs langues dans des contextes différenciés. Ces auteurs limitent l'application du terme bilinguisme à la désignation de l'aptitude d'un individu à utiliser deux langues, tandis que le phénomène social et communautaire de la coexistence des idiomes est qualifié et étudié par le biais de la diglossie.

### Histoire

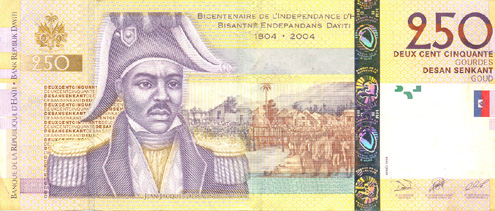
Billet de banque haïtien bilingue
(français/créole haïtien) de 2004.

Pendant longtemps, le bilinguisme a été déprécié au profit du monolinguisme dominant (en France et aux États-Unis par exemple). Bon nombre d'idées circulaient sur le fait que l'enfant possédait moins de compétences dans chacune des deux langues, même sa langue « maternelle ». Un chercheur américain a même essayé de prouver qu'il était simplement moins « intelligent » que les monolingues. En effet, il avait évalué les compétences d'enfants immigrés arrivés peu auparavant aux États-Unis et avait « mesuré » leurs compétences uniquement en anglais, langue que les enfants découvraient à peine.
Depuis, beaucoup de personnes défendent le bilinguisme. En effet, il apparaît comme une solution au problème de la disparition des langues. On sait en effet que 90 % des langues sont actuellement menacées de disparition, dont 50 % avant la fin du XXIe siècle,. Une telle perspective constitue un appauvrissement jamais rencontré dans l'histoire de l'humanité. L'institution du bilinguisme dans les territoires où existent des langues menacées constitue un moyen de préserver ce patrimoine linguistique menacé, qui fait partie intégrante du patrimoine culturel de l'humanité.
Cependant, le bilinguisme, dans les minorités linguistiques, fait plus généralement partie du processus de disparition de la langue minoritaire au profit de la langue majoritaire.
Le bilinguisme se généralise dans une minorité quand ses membres estiment plus utile et culturellement plus enrichissant d’apprendre la langue de la majorité — cette dernière ayant en revanche peu d’intérêt à apprendre une langue minoritaire. L’usage de la langue majoritaire se généralise alors dans la minorité, qui finira par s’assimiler à la majorité, la langue minoritaire devenant inutile et réservée à des usages de plus en plus restreints.

### Enseignement

Signalisation bilingue italien-français à Villefranche (hameau de Quart), en Vallée d'Aoste.

Certaines régions ou pays ont un enseignement bilingue plus ou moins développé tel que le Val d'Aoste (italien et français), l'Alsace (allemand et/ou alsacien et français), le Canada (anglais et français), la Belgique (néerlandais et français), le Luxembourg (allemand et français), la Suisse (deux, voire trois des trois langues officielles) ou des quatre langues nationales, la France (langue régionale et français), le Maghreb (français, arabe et anglais plus l'espagnol pour le Maroc),...
En Espagne, les communautés autonomes dont le statut reconnaît deux langues officielles pratiquent un enseignement monolingue dans la langue historique pour maintenir le bilinguisme ; par exemple, en Galice les écoles pour enfants de 3 mois à 3 ans du réseau A galiña azul pratiquent le monolinguisme en galicien pour qu'il puisse se maintenir comme langue maternelle de l'enfant.

#### Enseignement bilingue en France
En dépit d'une législation et d'une politique linguistique françaises basées sur le monolinguisme, excluant le bilinguisme, et donc aux marges de la légalité, il existe :
- des sections bilingues dans l'Éducation Nationale en breton, en basque, en alsacien, en occitan. En Corse, en plus des filières bilingues, les professeurs des filières monolingues ont également l'obligation de dispenser une heure et demie d'enseignement du corse. Cet enseignement n'est pas obligatoire et les élèves peuvent demander à en être dispensés.
  - en Bretagne, elles sont soutenues par l'association de parents Div Yezh ;
  - au Pays basque par Ikas-Bi et Euskal Haziak (pour les écoles catholiques) ;
  - en Alsace et en Moselle par ABCM-Zweisprachigkeit ;
  - en Occitanie par Oc-Bi.
- des sections bilingues dans l'Éducation Nationale permettant la conservation du bilinguisme idéal dans les langues étrangères, tel l'anglais, l'allemand, ou l'espagnol, et proposant un programme de la maternelle jusqu'à la majorité (exemple : Strasbourg).

Ces associations sont réunies au sein d'une confédération appelée FLAREP.
- un certain nombre d'écoles bilingues hors de l'Éducation nationale française, pratiquant l'immersion linguistique, ce sont :
  - en Bretagne les écoles Diwan ;
  - au Pays basque les ikastolas de Seaska ;
  - en Catalogne les écoles Bressolas ;
  - dans l'aire occitane, les calandretas.

Il existe quelques autres écoles confessionnelles, comme des écoles arabes ou juives (enseignant l'hébreu), des filières bilingues français-breton de l'enseignement catholique en Bretagne, soutenues par l'association Dihun.

#### Enseignement bilingue en Suisse
La Suisse possède quatre langues nationales et trois langues officielles. Dans les régions à la frontière de deux de ces langues, l'enseignement de la langue minoritaire est protégé. Les deux plus grandes villes bilingues sont Bienne et Fribourg, à des taux inverses entre l'allemand et le français.

### Pratiques bilingues institutionnelles en France
Rares sont les pratiques bilingues institutionnelles en France ; elles ont été parfois saluées, comme lors de vœux bilingues de conseils régionaux en Occitanie. Il y a cependant une tendance à afficher de plus en plus le bilinguisme dans la rue, notamment avec l'apposition de plaques de rues bilingues.

## Termes liés au bilinguisme
- Diglossie : la diglossie est caractéristique d'une situation où deux langues sont présentes sur un territoire donné mais bénéficient d'une valorisation inégale aux yeux de la population et sont utilisées dans des contextes différents, l'une étant généralement cantonnée à un contexte familial et intime, tandis que l’autre bénéficie d'une prépondérance dans les usages officiels.
- Monolinguisme : fait de ne parler qu'une seule langue.
- Trilinguisme : fait de parler trois langues.
- Multilinguisme ou plurilinguisme : fait de parler plusieurs langues.
- Langue minoritaire : langue peu utilisée dans l'entourage de l'enfant, ou moins utilisée dans un pays, par exemple l'alsacien, le corse[55], les autres langues régionales de France, mais aussi le français au Canada, ou au Val d'Aoste.
- Langue menacée : langue dont l'extinction est prévue à plus ou moins brève échéance, compte tenu de la diminution constatée du nombre de ses locuteurs. Les langues régionales françaises sont actuellement menacées de disparition.
- Langue maternelle : au départ, langue parlée par la mère, donc par le principal éducateur de l'enfant. Maintenant c'est la langue qui est parlée initialement par l'enfant : sa (ou ses) première(s) langue(s).

### En français
- Abdelilah-Bauer, Le défi des enfants bilingues : Grandir et vivre en parlant plusieurs langues, La Découverte
- Bijelbac-Babic, R., Le début du langage chez l'enfant monolingue et le bilingue précoce
- Cummins J., Le mythe du handicap bilingue, 1981, in L'enseignement bilingue aujourd'hui p. 106. Duverger 1996
- Dabene, L., Repères sociolinguistiques pour l'enseignement des langues ; Hachette, 1994
- Dabene, L., Les langues régionales. Enjeux sociolinguistiques et didactiques ; Lidil. 1999, no 20
- Gilbert Dalgalian, Enfances plurilingues. Témoignage pour une éducation bilingue et plurilingue ; L'Harmattan, 2000
- Deprez & Tabouret-Keller, A., Les enfants bilingues ; Hatier-Didier
- Deshays, E., L'enfant bilingue ; Laffont, 1970
- Duverger, J., L'enseignement bilingue aujourd'hui ; Albin Michel (Biblio. Richaudeau), 1997
- Fitoury, C., Biculturalisme, bilinguisme et éducation ; Delachaux et Niestlé, 1983
- Geiger-Jaillet, Le bilinguisme pour grandir : Naître bilingue ou le devenir par l'école ; L’Harmattan
- Groux D., L'enseignement précoce des langues. Des enjeux à la pratique ; Chronique sociale, 1996
- Claude Hagège
  - L'enfant aux deux langues ; Odile Jacob, Paris, 1996
  - L'homme de paroles ; Fayard, Paris, 1995
  - Claude Hagège, Halte à la mort des langues, Paris, Éditions Odile Jacob, coll. « Poches Odile Jacob, 98. », 2002, 381 p. (ISBN 2-7381-1182-3 et 978-2-7381-1182-1, OCLC 398102058)
- Hamers, J.F & Blanc, M., Bilingualité et bilinguisme ; Margada, Bruxelles, 1983
- Hoggart R., La culture du pauvre, Minuit. 1970 (1957)
- Jakobson R., Essais de linguistique générale, Paris Minuit 1963
- Kail, Michèle & Fayol, Michel, Acquisition du langage. Vol. 1, Le langage en émergence. De la naissance à trois ans, Vol. 2, Le langage en développement. Au-delà de trois ans ; PUF
- Lietti, A, Pour une éducation bilingue ; Payot, 1994
- Mackey, W., Bilinguisme et contact des langues ; Klincksieck
- Maillard, J.P. & Duverger, J., L'Enseignement bilingue aujourd'hui
- Pascal Ottavi, Le bilinguisme dans l'école de la République ? : le cas de la Corse, Ajaccio, Albiana, 2008, 551 p. (ISBN 978-2-84698-276-4 et 2-84698-276-7)
- Perregoux, C.H., Les enfants à deux voix : des effets du bilinguisme sur l'apprentissage de la lecture ; Peter Lang, 1994
- Petit, J., L'Alsace à la reconquête de son bilinguisme ; Nouveaux cahiers d'allemand 1993 / 4
- Porcher, L. & Groux, D., Apprentissage précoce des langues ; PUF (Que sais-je?), 1998
- Puren C., La didactique des langues étrangères à la croisée des méthodes. Essai sur l'éclectisme. Collection CREDIF Essais. DIDIER 1994
- Sanders, G., Enfants bilingues ; Retz, 1987
- Siguan, M. & Mackey, W., Éducation et bilinguisme ; UNESCO / Delachaux et Niestlé, 1986
- Titone, R., Le bilinguisme précoce ; Dessart, Bruxelles, 1972
- Vermes, Geneviève & Boutet, Josiane, France, pays multilingue. T 1 : Les langues en France, un enjeu historique et social, T. 2 : Pratiques des langues en France ; L'Harmattan.

### En anglais
- De Bot, K. & Kroll, J.K. (2002). 'Psycholinguistics'. Dans N. Schmitt (Ed.) Applied Linguistics. Oxford University Press, London
- François Grosjean (1982). Life with Two Languages: An Introduction to Bilingualism. Cambridge, Mass: Harvard University Press.
- François Grosjean (2008). Studying Bilinguals. Oxford: Oxford University Press
- François Grosjean (2010). Bilingual: Life and Reality. Cambridge, Mass: Harvard University Press.
- François Grosjean et Li, Ping (2013). The Psycholinguistics of Bilingualism. Malden, MA & Oxford: Wiley-Blackwell.
- François Grosjean (2011) Vers une psycholinguistique expérimentale du parler bilingue |éditeur=De Gruyter |date=2011-08-16 | (ISBN 978-3-11-159414-9) |doi=10.1515/9783111594149.115/html |lire en ligne=https://www.degruyter.com/document/doi/10.1515/9783111594149.115/html